# Bucculatrix pomonella
Bucculatrix pomonella är en fjärilsart som beskrevs av Alpheus Spring Packard 1880. Bucculatrix pomonella ingår i släktet Bucculatrix och familjen kronmalar. Inga underarter finns listade i Catalogue of Life.